# 斎藤勉
斎藤 勉（さいとう つとむ、1949年 - ）は日本のジャーナリスト。産業経済新聞社論説顧問。ソ連が独裁体制を放棄することを世界に先駆けスクープした。

## 経歴
埼玉県熊谷市出身。埼玉県立熊谷高等学校を経て、東京外国語大学ロシア語科卒業。産経新聞社に入社。水戸支局、社会部、外信部を経てテヘラン特派員、モスクワ支局長、ワシントン支局長、外信部長、編集局次長、正論調査室長などを歴任し、2007年、取締役編集局長、2008年、常務取締役編集局長、2011年、専務取締役サンケイスポーツ・夕刊フジ担当、2017年、副社長大阪代表、2018年、論説顧問。
ソ連とロシアに特派員として通算9年近く在住し、一連のソ連・東欧報道でボーン・上田記念国際記者賞（1989年）、「ソ連、共産党独裁を放棄へ」のスクープ（産経新聞1990年2月3日）で日本新聞協会賞（1990年）を受賞している。
2022年5月4日、ロシア外務省より入国禁止措置となる。

## 著書
- 『スターリン秘録』 産経新聞社、2001年。ISBN 978-4594030759。
- 『日露外交』 角川書店、2002年。ISBN 978-4048837767。
- （内藤泰朗） 『北方領土は泣いている　国を売る平成の「国賊」を糺す』 産経新聞社、2007年。ISBN 978-4863060227。